# 托里切拉-塔韋爾內
托里切拉-塔韋爾內（Torricella-Taverne）是瑞士的城鎮，位於該國南部，由提契諾州負責管轄，面積5.24平方公里，海拔高度427米，2011年人口3,034，七成半人口信奉羅馬天主教，人口密度每平方公里579人。

## 外部連結
- Official website （页面存档备份，存于） （意大利文）
- Alternate website （页面存档备份，存于） （意大利文）